# 1-й Крестьянский повстанческий полк
Не следует путать с Добровольческим 1-м Крестьянским коммунистическим стрелковым полком «Красные орлы»,
с 27 октября 1918 года — 253-й стрелковый полк Красных орлов
1-й Крестьянский повстанческий полк (Красные орлы), Народной Повстанческой Армии Алтая (армия Мамонтова).
В 1919 году командиром полка назначен Фёдор Ефимович Колядо, а после его гибели — Александр Андреевич Неборак